# گاو-واینهایم
گاو-واینهایم (به آلمانی: Gau-Weinheim) یک شهر در آلمان است که در آلزی-ورمز واقع شده‌است. گاو-واینهایم ۶۴۰ نفر جمعیت دارد.